# 11848 Paullouka
11848 Paullouka eller 1988 CW2 är en asteroid i huvudbältet som upptäcktes den 11 februari 1988 av den belgiske astronomen Eric W. Elst vid La Silla-observatoriet. Den är uppkallad efter Vital-Paul Delporte.
Asteroiden har en diameter på ungefär 8 kilometer.